# 王宫臻
王宫臻（？—？），山东齐河人，明朝政治人物。

## 生平
崇禎元年（1628年）戊辰科进士。崇祯四年（1631年）接替熊开元任崇明县知县一职，次年由蒋尚璋接任。擢升户部主事，九年升任山西太原府知府，不久丁忧归乡。十二年起补浙江嘉兴府知府，兼署湖州府篆，十六年升陕西西宁道副使，以病告归。康熙四十七年祀乡贤。

## 著作
著有《文豹一斑》、《女四书》、《简明等韻》、《海遊草》、诗集諸書。